# Herz Mariae (Harleshausen)

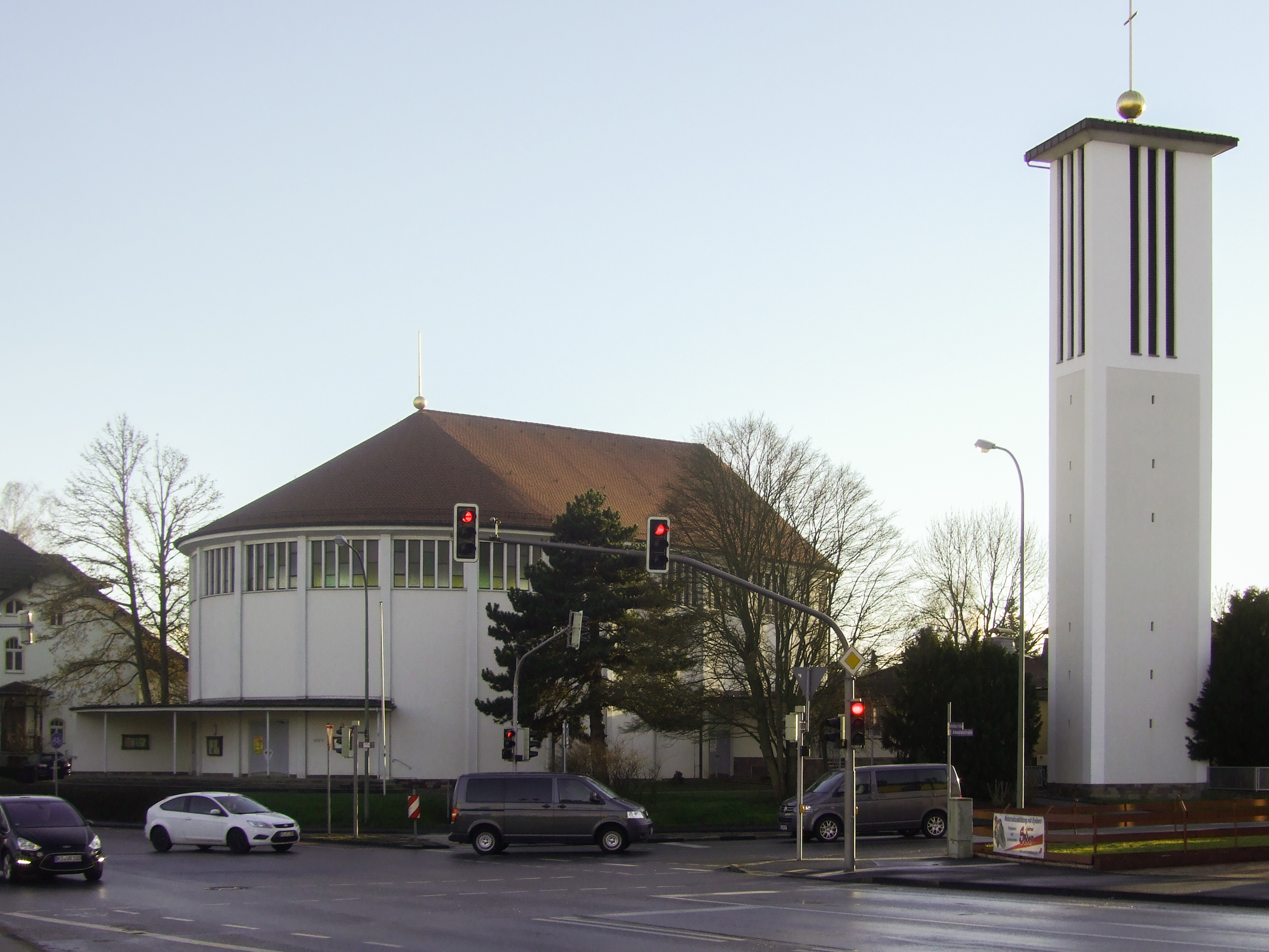
Herz Mariae (Harleshausen)

Die römisch-katholische, denkmalgeschützte Kirche Herz Mariae steht im Stadtteil Harleshausen der kreisfreien Stadt Kassel (Hessen). Die Kirche gehört zum Pastoralverbund St. Maria Kassel-West.

## Beschreibung
Die Saalkirche wurde im Baustil der Nachkriegsmoderne nach einem Entwurf von Josef Bieling 1954–1957 in Stahlbeton-Skelettbau mit einer Dachkonstruktion aus Holz gebaut. Der Grundriss des Kirchenschiffs wurde aus einem Trapez entwickelt, das anstelle der parallelen Seiten jeweils einen Bogen hat. Das Kirchenschiff ist mit dem Campanile, der ungefähr zehn Meter davon entfernt liegt, durch einen Laubengang verbunden. Das sich verjüngende Kirchenschiff  weist auf den Altar hin. Als Kontrast zur Schlichtheit des übrigen Raumes wird der Altarraum von jeweils zwei farbigen, schmalen, bodentiefen Glasfenstern rechts und links des Altarkreuzes abgeschlossen. Als Lichtöffnung für das Kirchenschiff dient ein Fensterband unterhalb der Decke.